# Saboué
Saboué est une commune rurale située dans le département de Biéha de la province de Sissili dans la région du Centre-Ouest au Burkina Faso.

## Géographie
Saboué se trouve à cinq kilomètres au sud-ouest de Pissaï.

## Éducation et santé
Le centre de soins le plus proche de Saboué est le centre de santé et de promotion sociale (CSPS) de Biéha.